# Fimbristylis narayanii
Fimbristylis narayanii är en halvgräsart som beskrevs av Cecil Ernest Claude Fischer. Fimbristylis narayanii ingår i släktet Fimbristylis och familjen halvgräs. Inga underarter finns listade i Catalogue of Life.